# 康二城镇
康二城镇，是中华人民共和国河北省邯郸市武安市下辖的一个乡镇级行政单位。 区域面积70平方千米。

## 行政区划
康二城镇下辖以下地区：
康西村、康东村、南新庄村、北新庄村、车辋口村、兴盛庄村、清化村、洞上村、永和村、紫泉村、临泉村、招贤村、五湖村、大旺村、安二庄村、曹公泉村、泉上村、康二城煤矿社区和邯郸矿务局陶二矿社区。